# Старо Лагово
Старо Лагово (мкд. Старо Лагово) је насеље у Северној Македонији, у јужном делу државе. Старо Лагово припада општини Прилеп.

## Географија
Насеље Старо Лагово је смештено у јужном делу Северне Македоније. Од најближег већег града, Прилепа, насеље је удаљено 8 km јужно.
Старо Лагово се налази у источном делу Пелагоније, највеће висоравни Северне Македоније. Источно од села издиже се Селечка планина. Надморска висина насеља је приближно 670 метара.
Клима у насељу је континентална.

## Становништво
По попису становништва из 2002. године, Старо Лагово је имало 38 становника.
Претежно становништво у насељу су етнички Македонци (100%).
Већинска вероисповест у насељу је православље.